# Ksenolityt
Ksenolityt – skała, która powstała w wyniku asymilacji ksenolitów, przy czym zachowane zostały ich szczątki.